# 카스파르 메메링
카스파르 메메링(독일어: Caspar Memering, 1953년 6월 1일, 니더작센 주 보크호르스트 ~)은 독일의 전직 프로 축구 선수로, 현역 시절 미드필더로 활약했다. 그는 유로 1980을 우승한 서독 국가대표팀의 일원이었다.

## 수상
함부르크
- 분데스리가: 1978–79, 1981–82
- DFB-포칼: 1975–76
- 유러피언 컵위너스컵: 1976–77
- 유러피언컵: 1979–80
- UEFA컵 준우승: 1981–82

서독
- 유럽 선수권 대회: 1980